# Fabian Wegmann
Fabian Wegmann (født 20. juni 1980) er en tysk tidligere professionel cykelrytter. Han har tre gange været tysk mester i landevejscykling.